# Makan 33
Makan 33 (arab. ‏33 مكان‎) – kanał izraelskiego nadawcy publicznego Israeli Public Broadcasting Corporation, który rozpoczął nadawanie 15 maja 2017, zastępując dawny Kanał 33 poprzedniago nadawcy Israel Broadcasting Authority. Jest skierowany do społeczności arabskiej w kraju. 